# RW Cephei
RW Cephei é uma hipergigante vermelha de classe m na constelação de cepheus e atualmente está entre as maiores estrelas descobertas, RW Cephei tem o raio extimado em 1260 raios solares. RW Cephei é quase tão grande quanto a órbita de Júpiter, e não é tão grande como outras estrelas na constelação de cepheus tais como V354 Cephei e VV Cephei A. RW Cephei é uma estrela variável semirregular. Sua superfície está sujeita a oscilações de temperatura e luminosidade.